# Typhlodromus invectus
Typhlodromus invectus är en spindeldjursart som beskrevs av Chant 1959. Typhlodromus invectus ingår i släktet Typhlodromus och familjen Phytoseiidae. Inga underarter finns listade i Catalogue of Life.